# Zábřeh
Zábřeh (tjekkisk udtale: [ˈzaːbr̝ɛx]; tysk: Hohenstadt; latin: Zabrzeh) er en by i distriktet Šumperk i regionen Olomouc i Tjekkiet med omkring 13.000 indbyggere.

## Inddeling
Landsbyerne Dolní Bušínov, Hněvkov, Pivonín og Václavov er administrative dele af Zábřeh. Dolní Bušínov og Hněvkov udgør to eksklaver af kommunens område.

## Etymologi
Navnet Zábřeh er afledt af za břehem, der betyder "bag flodbredden". Det er en reference til floden Moravská Sázava (en biflod til Morava), der løber gennem byen.
Hohenstadt er dets tidligere tyske navn, der betyder "høje by". Et navn med samme betydning bruges i latinske kilder – Alta Civitas . Oprindelsen af dette navn er uklart, da byen ligger i lavlandet.

## Geografi
Zábřeh ligger omkring 11 km sydvest for Šumperk og 41 km nordvest for Olomouc. Den østlige halvdel af det kommunale område ligger i lavlandet Mohelnice Depression, og den anden halvdel ligger på bjergsiden af Zábřeh-højlandet.
Moravská Sázava -floden løber gennem den sydlige del af byen. Oborník-dammen ligger i det bebyggede område.

## Historie
Den første skriftlige omtale af Zábřeh er fra 1254. Det var højst sandsynligt en bosættelse, der havde til formål at beskytte vadestedet. Her er formentlig anlagt en fæstning sammen med bebyggelsen. I 1278 blev Zábřeh først omtalt som en by.
Fra midten af det 14. århundrede og frem til 1392 blev Zábřeh-godset ejet af den moraviske gren af Sternberg-familien, derefter kort tid af Jobst af Moravia, som donerede det til Kravařes herrer i 1397. I slutningen af det 14. eller begyndelsen af det 15. århundrede blev den lokale fæstning ombygget til et slot.
I 1442 solgte Jiří od Kravaře Zábřeh til familien Tunkl af Brníčko, som blev de mest betydningsfulde ejere af byen. Det var den eneste aristokratiske familie, der nogensinde havde sit sæde på Zábřeh Slot. De gjorde Zábřeh til centrum for en af de største godser i Mähren. De havde udvidet og ombygget slottet i sengotisk stil og etableret damme her, hvoraf kun den ene har overlevet. De var også kendt for konflikter med nabofamilier og vasaller.
Efter at Zierotinernes ejendomme blev konfiskeret efter Slaget ved Det Hvide Bjerg, blev Zábřeh erhvervet af huset Liechtenstein, som ejede det fra 1622 til 1848. Trediveårskrigen påvirkede hovedsageligt Zábřeh fra et økonomisk synspunkt, og byen formåede aldrig at vende tilbage til sin tidligere økonomiske og kulturelle betydning. Slottet blev delvist modificeret i barok i 1661, derefter blev den nordlige barokfløj tilføjet i 1727-1736. Efter afskaffelsen af herredømmet blev slottets barokke fløj solgt af Aloys II, Prins af Liechtenstein til byen Zábřeh.
Efter en ødelæggende brand i slutningen af 1700-tallet skulle næsten alle husene genopbygges. I den første halvdel af det 19. århundrede blev Prag-Olomouc jernbanen bygget gennem byen, og dermed opstod byens nuværende udseende. Efter at jernbanestationen blev bygget efter 1845, blev Zábřeh et vigtigt kommercielt og industrielt centrum i regionen.
Indtil 1918 var Zábřeh en del af Østrig-Ungarn administrationsby for distriktet med samme navn, en af de 34 Bezirkshauptmannschaften i Mähren.
I 1938 blev byen annekteret af Nazityskland og administreret som en del af Reichsgau Sudetenland. De fleste jøder blev dræbt under Holocaust. Den tysktalende befolkning blev fordrevet i 1945 i henhold til Beneš-dekreterne. Forladte huse blev overtaget af tjekkere fra forskellige dele af landet.